# Agricultural Ontology Service
Der Agricultural Ontology Service (AOS) (deutsch: Landwirtschaftlicher Ontologie-Service) ist ein Projekt der Ernährungs- und Landwirtschaftsorganisation (FAO), das im Jahr 2000 begonnen wurde.
Das Ziel dieses Projektes ist die Entwicklung von Ontologien aus bereits bestehenden landwirtschaftlichen Klassifikationssystemen wie Thesauri und Taxonomien. Die Anwendung eines solchen Standards soll ein besseres Indexieren und Wiederauffinden von bibliografischen Ressourcen zu landwirtschaftlichen Themen bewirken. Dadurch wird eine effektivere Interaktion zwischen den auf diesem Gebiet tätigen Partnern ermöglicht. Die erarbeiteten ontologischen Zusammenhänge helfen insbesondere bei der Vermeidung mehrfacher Suchen. 
Im landwirtschaftlichen Sektor gibt es mehrere Vokabulare wie den AGROVOC-Thesaurus der FAO, den CAB-Thesaurus und den Nationalen Landwirtschaftlichen Bibliotheks-Thesaurus in den Vereinigten Staaten. Diese sollen durch den Agricultural Ontology Service zusammengeführt werden sollen. Dabei wird die formale Beschreibungssprache Web Ontology Language zugrunde gelegt.